# Yasin Kocatepe
Yasin Kocatepe (* 8. September 1991 in Fulda) ist ein deutsch-türkischer Fußballspieler.

## Karriere
Yasin Kocatepe stammt aus Welkers bei Fulda und begann mit fünf Jahren das Fußballspielen in seiner Heimatgemeinde beim FC Britannia Eichenzell. 2004 verließ er Eichenzell und wechselte zu Borussia Fulda, wo er in den Regionalauswahlen Fulda spielte. Mit 17 Jahren kam er von Fulda in das Fußballinternat des SC Paderborn 07. Er spielte dort bis zur A-Jugend und wurde in dieser Zeit vom Abwehrspieler zum Stürmer.
2010 wechselte Kocatepe dann zur Paderborner U-23 in die Westfalenliga. Bereits im ersten Jahr trainierte er auch bei der Profimannschaft mit und bestritt die Saisonvorbereitung 2011/12 mit der ersten Mannschaft als Vertragsamateur. Am 6. Zweitligaspieltag hatte er seinen ersten Profiauftritt, als er in der Partie bei Eintracht Frankfurt kurz vor Schluss eingewechselt wurde. Am 13. August 2012 unterschrieb Kocatepe in Pfullendorf einen Jahresvertrag plus zweijähriger Option.
Im Frühjahr 2013 heuerte Kocatepe beim türkischen Erstligisten Orduspor an. Nachdem er hier bis zum Saisonende lediglich in einer Ligapartie eingesetzt worden war, verließ er zum nächsten Sommer diesen Klub und heuerte beim Drittligisten Altınordu Izmir an. Im November 2014 verließ er diesen Klub wieder.